# Thelonious Monk
Thelonious Sphere Monk (ur. 10 października 1917 w Rocky Mount, zm. 17 lutego 1982 w Englewood) – amerykański pianista jazzowy, kompozytor. Był znany z niepowtarzalnego stylu improwizacji, przyczynił się do znacznego poszerzenia repertuaru jazzowych standardów.

## Lata młodzieńcze i początki kariery
Niewiele wiadomo o młodzieńczych latach Monka. Urodził się jako pierwszy syn Theloniousa i Barbary Monk. Miał o dwa lata starszą siostrę Marion, a jego brat Thomas urodził się w styczniu 1920. W 1922 rodzina Monków przeprowadziła się do Nowego Jorku (zamieszkali na Manhattanie, 243 West 63rd Street).
Thelonious zaczął grać na fortepianie w wieku sześciu lat i, pomimo że otrzymał kilka lekcji, można go uznać za samouka. Uczęszczał do Stuyvesant High School, ale nie ukończył tej szkoły. Jeszcze jako uczeń grał na organach w miejscowym kościele. Niewiele później akompaniował podczas objazdowej trasy grupie śpiewaków gospel. Wreszcie dojrzał do występów w lokalnych klubach jazzowych.
W 1941 Monk został pianistą w zespole Kenny’ego Clarka, grającego stale w jednym z klubów na Manhattanie, w Minton’s Playhouse. W dużej mierze styl grania Monka, określany wtedy jako „hard-swinging“ (z widocznymi wpływami Arta Tatuma), kształtował się właśnie podczas jego pobytu w Minton’s. Brał też udział w konkursach, jakie muzycy urządzali sobie po godzinach pracy, a przystępowało do nich wielu czołowych wtedy muzyków jazzowych. To m.in. scena tego klubu była miejscem gdzie rodził się bebop, dając Monkowi możliwość dobrego kontaktu z muzykami, którzy tworzyli ten styl. Byli tam: Dizzy Gillespie, Charlie Christian, Kenny Clarke, Charlie Parker, a później Miles Davis.
Mary Lou Williams wspominała o inwencji muzycznej Monka w tym okresie i jak było to wykorzystywane przez innych. Jego muzykę można było potem rozpoznać w utworach wielu innych artystów, oczywiście bez jakiejkolwiek rekompensaty dla ich rzeczywistego autora. „I, mimo że bebop to muzyka, którą trudno było ukraść, te «pijawki» ciągle próbowały. Widziałam ich w Minton’s gorączkowo zapisujących mankiety swoich koszul albo obrusy na stolikach. Ale i nasi muzycy postępowali podobnie, obawiam się, że Monk nigdy nie dostał od nich tego, co mu się naprawdę należało. Cóż zresztą mówić o muzyce, skoro podkradano nawet jego pomysły z beretami i bopowymi okularami“.
W 1942 Monk dołączył do orkiestry Lucky’ego Millindera. W połowie lat 40. grywał z sextetem Colemana Hawkinsa, a w 1946 był już członkiem Dizzy Gillespie Big Band.

## Wczesne nagrania (1944–1954)
Pierwszy raz gra Theloniousa Monka została zapisana przez Jerry’ego Newmana, który dokonał swoich rejestracji w Minton’s Playhouse w 1941. Uważa się, że to właśnie dźwięki jego fortepianu słychać w tych nagraniach. Oficjalnie pierwszy raz przekroczył próg studia nagrań w 1944, jako członek kwartetu Colemana Hawkinsa. Hawkins był jednym z pierwszych uznanych muzyków, który promował Monka (Thelonious odwdzięczył mu się później zapraszając go w 1957 na wspólne nagrania z Johnem Coltrane’em). Jako lider własnego zespołu Monk po raz pierwszy nagrywał w 1947 dla wytwórni Blue Note. Wtedy w pełni objawił się jego talent kompozytorski (nagrania te zostały później zebrane i wydane jako Genius of Modern Music, Vol. 1).
Jako swój wzór Monk wymienia wczesnych pianistów grających techniką stride, wymagającą grania dużych interwałów lewą ręką, takich jak Duke Ellington i James P. Johnson.
Po kilku sesjach dla Blue Note i po nagraniu takich utworów jak: „Round Midnight“, „Ruby My Dear“ czy „Well You Needn’t“ Monk zaczął zdobywać popularność.
W 1947 roku Thelonious Monk poślubił Nellie Smith. W 1949 urodził się ich syn T.S. Monk (który został perkusistą jazzowym), a w 1953 córka Barbara.
W sierpniu 1951 nowojorscy policjanci przeszukali samochód, w którym siedział Monk i jego przyjaciel Bud Powell. Funkcjonariusze znaleźli w samochodzie narkotyki, które – jak podejrzewali – należały do Powella. Wobec odmowy zeznań przeciw przyjacielowi, policja skonfiskowała Monkowi dokument uprawniający go do występów na żywo w nowojorskich lokalach z tzw. wyszynkiem, czyli napojami alkoholowymi. To praktycznie oznaczało 6-letni zakaz koncertowania na terenie Nowego Jorku. W okresie, który dla Monka był bardzo ważny. Spędził ten czas komponując i nagrywając, występując jedynie w teatrach i na koncertach poza granicami miasta. Na pewien czas wyjechał nawet do Europy.
Po zakończeniu cyklu nagrań dla Blue Note (w latach 1947–1952), Monk podpisał dwuletni kontrakt z Prestige Records. Nagrał dla nich kilka bardzo dobrych – ale wówczas zupełnie niedocenionych – albumów współpracując z saksofonistą Sonnym Rollinsem i perkusistami Artem Blakeyem i Maxem Roachem. Płyty te nie sprzedawały się w znaczących ilościach. Kolejna firma, Riverside Records odkupiła jego poprzedni kontrakt za jedyne 108 dolarów i 24 centy.
W 1954 Monk brał udział w bożonarodzeniowej sesji, podczas której powstała większość nagrań na albumy Milesa Davisa: Bag’s Groove i Miles Davis and the Modern Jazz Giants. Davis uznał, że specyficzny styl akompaniamentu Monka utrudnia mu improwizowanie i powiedział, by Monk wtedy nie grał, doprowadzając tym do poważnej scysji. Jednak w swej autobiografii („Miles“) Davis twierdzi, że żadne zatargi między nimi nigdy nie miały miejsca, a wszystko, co mówi się na ten temat, to tylko: „plotki“ i „nieporozumienia“.
W 1954 Monk po raz pierwszy przebywał w Europie, koncertując i nagrywając w Paryżu. Mary Lou Williams poznała go po jednym z występów z baronessą Pannoniką de Koenigswarter, „Nicą“ z angielskiej linii rodziny Rothschildów, która była mecenasem kilku nowojorskich muzyków jazzowych. Monk pozostał jej bliskim przyjacielem do końca życia, a ona czuła się za niego odpowiedzialna (zwłaszcza po zdarzeniu z marihuaną).

## Współpraca z Riverside Records (1956–1961)
W czasie gdy podpisywał umowę z Riverside Records Monk był wysoko ceniony przez swoje środowisko muzyczne i nawet część krytyków, ale płyty nie sprzedawały się w jakichś znaczących ilościach. W dalszym ciągu uważano, że muzyka grana przez niego jest zbyt trudna do zaakceptowania przez masowego odbiorcę. W związku z tym Riverside nie miała najmniejszych problemów z odkupieniem kontraktu muzyka z wytwórnią Prestige. Uzgodniona kwota wyniosła 108 dolarów i 24 centy.
Dla pełniejszej prezentacji swej sylwetki Monk dość szybko nagrał dla Riverside dwa albumy z jazzowymi standardami. Pierwszy z nich, z udziałem nowatorskiego basisty Oscara Pettiforda i perkusisty Kenny’ego Clarke’a, nosił tytuł Thelonious Monk Plays the Music of Duke Ellington, a zawierał m.in. nagrania „Caravan“ i „It Don’t Mean a Thing (If It Ain’t Got That Swing)“.
Na LP z 1956 Brilliant Corners Monk nagrał już własne utwory. Kompozycja tytułowa, z saksofonistą tenorowym Sonnym Rollinsem, była tak trudna do zagrania, że jej ostateczny kształt powstał w studiu nagraniowym, gdzie zmontowano taśmę nakładając późniejsze, dodatkowe wersje nagrania. Album został dość powszechnie uznany za pierwszy sukces Monka. Orrin Keepnews, amerykański pisarz (autor książek o jazzie), założyciel wytwórni i producent jazzowy napisał: „To była pierwsza rzecz, która wywołała prawdziwą sensację“.
Gdy Monkowi zwrócono dokument umożliwiający mu publiczne występy w klubach, ponownie spróbował robić karierę w Nowym Jorku. Punktem zwrotnym był sześciomiesięczny kontrakt na występy w Five Spot Cafe, gdzie od kwietnia 1957 liderował kwartetowi z Johnem Coltrane’em na saksofonie tenorowym, Wilburem Ware’em na kontrabasie i Shadowem Wilsonem przy perkusji. Ze względu na komplikacje prawne związane z umową obowiązującą Coltrane’a wobec wytwórni Prestige, ich wspólne występy właściwie nie mogły być rejestrowane. Znane jest tylko kilka takich nagrań: jedna krótka sesja studyjna dla Riverside (wydana w 1961 przez podległą im firmę Jazzland) i nieco dłużej trwające nagrania z udziałem Coltrane’a zarejestrowane pomiędzy tym albumem a Monk’s Music, amatorskie nagrania z Five Spot, które zostały wydane przez Blue Note w 1993 i nagrania koncertu kwartetu z Carnegie Hall w dniu 29 listopada, w których istnienie początkowo wątpiono, a które zostały zarejestrowane w jakości high fidelity przez Voice of America. Te ostatnie nagrania zostały odkryte w zbiorach Biblioteki Kongresu Stanów Zjednoczonych w 2005 i wydane przez Blue Note.
Crepuscule With Nellie, utwór nagrany w 1957, "był jedynym utworem od początku do końca napisanym i zapisanym przez Monka, bez jednej improwizowanej nuty. Można powiedzieć, że jest to jego koncert i, w pewnym stopniu, to mówi samo za siebie. Monk pisał ten utwór z wielką dbałością i rozwagą, bardzo starał się, by brzmiał tak, jak powinien. [...] To była jego pieśń o miłości dla Nellie" – powiedział podczas wywiadu radiowego autor biografii Monka – Robin D.G. Kelley.
Występy w Five Spots skończyły się pod koniec grudnia 1957, Coltrane wyjechał by dołączyć ponownie do sextetu Milesa Davisa i w rezultacie zespół się rozpadł. Przez długi czas Monk nie tworzył nowego, stałego składu. Aż do czerwca 1958, kiedy – znowu w Five Spots i znowu w kwartecie – zaczął grać z Johnnym Griffinem (którego później zastąpił Charlie Rouse) na saksofonie tenorowym, Ahmedem Abdul-Malikiem na kontrabasie i Royem Haynesem na perkusji.
15 października 1958 kontrakt się skończył i, w drodze na tygodniowe występy kwartetu w Comedy Club w Baltimore (Maryland), Monk i podróżująca wraz z nim de Koenigswarter zostali zatrzymani przez policję w Wilmington w stanie Delaware. Kiedy Monk odmówił odpowiedzi na pytania policjantów i "nie chciał z nimi współpracować" został pobity pałkami zwanymi "blackjack". Mimo że policjanci mieli prawo sprawdzić zatrzymany samochód i w rezultacie przeszukania znaleźli narkotyki w bagażach de Koenigswarter, sędzia orzekł, że pogwałcenie przez nich prawa sprawia, że uzyskane dowody muszą być uznane za nieważne.

## Współpraca z Columbia Records (1962–1970)
W 1962, po wielu negocjacjach, Monk podpisał umowę z Columbia Records, jedną z największych wytwórni amerykańskich w tamtych czasach (pozostałe to: RCA Victor, Capitol i Decca). Jego relacje z Riverside ciągle się pogarszały ze względu na problemy z wypłacaniem honorariów autorskich, a potem kwestie związane z koncertowymi albumami nagrywanymi w Europie. Od czerwca 1959 (czyli od albumu 5 by Monk by 5) Monk nie wchodził do studia nagrań.
Na początku listopada 1962 Monk, z Teo Macero jako producentem, rozpoczął pracę nad swoją pierwszą płytą dla nowej wytwórni. Razem z nim w studiu byli muzycy, z którymi współpracował przez ostatnie dwa lata: saksofonista tenorowy Charlie Rouse (który pracował z nim od 1959 do 1970), kontrabasista John Ore i perkusista Frankie Dunlop. Monk’s Dream, pierwszy album Monka dla Columbii, ukazał się w 1963. Była to jego pierwsza płyta promowana na dużą skalę. W rezultacie Monk’s Dream okazał się jego najlepiej sprzedawanym albumem
28 lutego 1964 portret Monka, wykonany przez Borisa Chaliapina, pojawił się na okładce magazynu Time. Gazeta zamieściła także duży artykuł Barry’ego Farrella na jego temat – "The Loneliest Monk".
Późniejsze albumy pianisty również były wysoko oceniane, zwłaszcza: Criss Cross (1963) i Underground (1968). Jednak przez cały czas pracy dla Columbii Monk mało komponował. Dopiero na Uderground pojawiło się kilka całkiem nowych utworów, w tym jedyny walc skomponowany przez Monka "Ugly Beauty".
Tak jak za czasów Riverside, również w Columbii Monk nagrywał wiele albumów koncertowych: Miles and Monk at Newport (1963),
Live at the It Club i Live at the Jazz Workshop (oba z 1964, ale drugi wydany dopiero w 1982).
Po odejściu Ore’a i Dunlopa, sekcję rytmiczną w kwartecie Monka utworzyli kontrabasista Larry Gales i perkusista Ben Riley, którzy dołączyli w 1964. Ten skład – wraz z Rouse’em – utrzymywał się przez większość czasu, w którym Monk nagrywał dla Columbii. Wspomniana trójka muzyków tworzyła zespół, który współpracował z Monkiem najdłużej, bo ponad cztery lata.

## Ostatnie lata
Monk zniknął ze sceny w połowie lat 70. Jedynie pod koniec dekady dał jeszcze kilka koncertów. Jego ostatnie nagrania studyjne (jako lidera) miały miejsce w grudniu 1971, dla angielskiej wytwórni Black Lion. Było to pod koniec światowego tourneè "The Giants of Jazz", w którym – prócz Monka – wzięli udział: Dizzy Gillespie, Kai Winding, Sonny Stitt, Al McKibbon i Art Blakey. Kontrabasista Al McKibbon, który znał Monka ponad dwadzieścia lat i grał z nim na jego ostatniej płycie z 1971, powiedział później: "Podczas tej trasy Monk odezwał się ze dwa razy. I to były niemal dokładnie dwa słowa. On nigdy nie mówił "dzień dobry", "dobranoc", "która godzina?". Nie odzywał się. Nie wiem dlaczego. Kiedy tourneè dobiegło końca Monk rzucił, że powodem dla którego nie mógł się odzywać albo grać było to, że Art Blakey i ja byliśmy okropni".
Zupełnie inaczej przedstawia Monka Lewis Porter w swojej książce "John Coltrane: His Life and Music". Przytacza tam słowa Coltrane’a: "Monk stanowi przeciwieństwo Milesa (Davisa): on mówi o muzyce przez cały czas, i tak bardzo chce żebyś to zrozumiał, że zapytany o cokolwiek, może gadać całymi godzinami żeby ci tylko wszystko dokładnie wyjaśnić".
W dokumentalnym filmie "Thelonious Monk: Straight, No Chaser" z 1988, (prod. Clint Eastwood), ekscentryczne zachowanie Monka przypisuje się chorobie psychicznej. Jego syn, T.S. Monk mówi, że czasem ojciec go nie poznawał. Twierdzi też, że Monk był kilkakrotnie hospitalizowany z powodu nierozpoznanej choroby psychicznej, której objawy zaostrzyły się pod koniec lat sześćdziesiątych. Żadnego raportu o stanie zdrowia Monka czy też oficjalnej diagnozy nigdy nie ogłoszono. Zdarzało się jednak, że muzyk przez kilka dni bywał bardzo podekscytowany, dzień później bardzo spokojny, a potem zamykał się w sobie i przestawał odzywać. Rodzina nie wyrażała zgody na sugerowane przez lekarzy elektrowstrząsy. Zamiast tego przepisywano mu leki przeciwpsychotyczne i przeciwdepresyjne.
Inną teorię na ten temat przedstawia Leslie Gourse, autor książki „Straight, No Chaser: The Life and Genius of Thelonious Monk“ (1997). Pisze on, że według jednego z psychiatrów Monka pewne symptomy wskazywały na to, że mogła to być psychoza maniakalno-depresyjna lub schizofrenia. Jeszcze inny specjalista uważał, że Monk był źle zdiagnozowany, a podawane mu podczas kuracji szpitalnych narkotyki mogły spowodować uszkodzenie mózgu.
Ostatnie sześć lat swego życia, Monk spędził jako gość w domu swego wieloletniego mecenasa i przyjaciółki zarazem – Pannoniki de Koenigswarter w New Jersey (która także do końca opiekowała się Charliem Parkerem). Monk nie grał już w tym okresie, stan jego zdrowia stale się pogarszał, ale fortepian stał ciągle w jego pokoju.
Zmarł w wyniku wylewu, 17 lutego 1982. Został pochowany na cmentarzu Ferncliff w Hartsdale w stanie Nowy Jork.
Jego twórczość została szerzej odkryta i doceniona przez publiczność dopiero po jego śmierci. Teraz uznawany jest za wielką postać historii jazzu, obok takich sław jak Miles Davis czy John Coltrane.
W 1993 przyznano mu pośmiertnie nagrodę Grammy za życiowe osiągnięcia muzyczne, a w 2006 przyznano mu również Nagrodę Pullitzera za wyróżniające się i innowacyjne kompozycje muzyczne, które miały znaczący i trwały wpływ na rozwój jazzu.

## Dyskografia
- After Hours at Minton’s (1943)
- Genius of Modern Music: Volume 1 (1947–1948)
- Genius of Modern Music: Volume 2 (1947–1952)
- Thelonious Monk Trio (1952)
- Monk (1953)
- Thelonious Monk and Sonny Rollins (1953)
- Thelonious Monk plays the Music of Duke Ellington (1955)
- The Unique Thelonious Monk (1956)
- Brilliant Corners (1956)
- Thelonious Himself (1957)
- Thelonious Monk with John Coltrane (1957)
- Art Blakey's Jazz Messengers with Thelonious Monk (1957)
- Monk's Music (1957)
- Mulligan Meets Monk (1957, with Gerry Mulligan)
- Blues Five Spot (1958)
- Thelonious in Action (1958)
- Misterioso (1958)
- The Thelonious Monk Orchestra at Town Hall (1959)
- 5 by Monk by 5 (1958)
- Thelonious Alone in San Francisco (1958)
- Thelonious Monk at the Blackhawk (1960)
- Monk in France (1961)
- Monk's Dream (1962)
- Criss Cross (1962)
- Monk in Tokyo (1963)
- Miles and Monk at Newport (1963, z udziałem Milesa Davisa)
- Big Band and Quartet in Concert (1963)
- It's Monk's Time (1964)
- Monk. (1964)
- Solo Monk (1964)
- Live at the It Club (1964)
- Live at the Jazz Workshop (1964)
- Straight, No Chaser (1966)
- Underground (1967)
- Monk's Blues (1968)
- The London Collection (1971, 3 LP)